# Birmingham
 For alternative betydninger, se Birmingham (flertydig). (Se også artikler, som begynder med Birmingham)
Birmingham er en by og storbyområde i West Midlands, England, med 1.137.100(2017) indbyggere, hvilket gør det til den næststørste by i Storbritannien. Den er centrum for West Midlands konurbation, som er det tredjemest befolkede område i Storbritannien, med en estimeret befolkning på 2.440.986 i 2011. Det større Birmingham metropolitan area er det andetstørste i Storbritannien, hvor befolkningen er på 3,7 millioner. Birmingham bliver ofte kaldt Englands anden by. 
Det er en købstad fra middelalderen, men særligt i 1700-tallet og under den efterfølgende industrielle revolution skete der en stor udvikling inden for både videnskab, teknologi og økonomi i byen, der producerede en række innovationer, der lagde grundstenene til det moderne industrisamfund. I 1791 blev den hyldet som "den første produktionsby i verden". Birminghams særlige økonomiske profil, med tusindvis af små virksomheder, der udførte en lang række højt specialiserede erhverv medførte en enorm mængde kreativitet og innovation, hvilket gav byen et økonomisk boost, der fortsatte helt frem til den sidste fjerdedel af 1900-tallet. Watt-dampmaskinen blev opfundet i Birmingham.
Den affødte høje grad af social mobilitet fostrede også en kultur med politisk radikalisering under ledere som Thomas Attwood og Joseph Chamberlain, der fik stor politisk indflydelse, som ikke blev set andre steder i Storbritannien uden for London. De fik afgørende betydning for udviklingen af det britiske demokrati. Fra sommeren 1940 og frem til foråret 1943 blev Birmingham voldsomt bombet af det tyske Luftwaffe under Anden verdenskrig. Ødelæggelserne i byens infrastruktur samt den overlagte politik om at nedrive og opføre nye bygninger i stedet, ledte til en stor byfornyelse i de efterfølgende årtier.
Birmingham er i dag domineret af servicesektoren. Byen er et stort international kommercielt centrum, og er rangeret som en gamma+ verdensby af Globalization and World Cities Research Network; og det er et vigtig sted for transport, handel, events og konferencer. Det er metropol-økonomi, og den næststørste i Storbritannien med et BNP på $121.1 mia. (2014), og byens seks universiteter gør den til det største uddannelsescentrum for videregående uddannelser uden for London. Birminghams store kulturinstitutioner – City of Birmingham Symphony Orchestra, Birmingham Royal Ballet, Birmingham Repertory Theatre, Library of Birmingham og Barber Institute of Fine Arts – nyder alle et internationalt ry, og byen har en levende og indflydelsesrig græsrodsbevægelse inden for kunst, musik, litteratur og gastronomi. Birmingham er den fjerde mest besøgte by blandt udenlandske gæster.
Birminghams to professionelle fodboldklubber er Birmingham City og Aston Villa, hvoraf den sidste har haft størst succes med syv ligatitler og én europæisk. Birmingham er blevet udvalgt til 2022 Commonwealth Games.
Personer fra Birmingham kaldes Brummies, hvilket er et udtryk, der er afledt af byens kælenavn "Brum", der stammer fra byens gamle navn, Brummagem. Dette navn menes at være afledt fra "Bromwich-ham".

## Historie
Birmingham fik rettigheder som by i 1166 da man fik tilladelse til at holde marked hver torsdag.
I slutningen af 1600-tallet var befolkningen oppe på ca. 15.000 mennesker. I løbet af det 1700- og 1800-tallet voksede byen kraftigt og udviklede en stor industri af forskellig slags. Byen var et vigtigt knudepunkt for kanalystemet i England; de kan stadig ses sammen med deres sluser.
Birmingham fostrede opfindere som James Watt og Matthew Boulton, der opfandt henholdsvis dampmaskinen og gasbelysning. I 1889 fik Birmingham købstadsrettigheder af dronning Victoria.
Indbyggerne i 2018 stammer fra 200 forskellige lande, og den tiltagende indvandring har skabt uro mellem etniske grupper. 50.000 mennesker i byen kan ikke skrive eller læse engelsk, hvad der har bidraget til, at byen har en arbejdsløshed på 35%, hvilket ligger godt over det nationale gennemsnit.

## Institutioner
Birmingham Universitet grundlagt i 1900 af byens borgere.
Lidt nord for universitetet ligger Birminghams botaniske have, der åbnede i 1832.
Det havde flere forskellige drivhuse. I 1895 blev den botaniske have omdannet til golfbane (i dag Edgbaston Golf Club), som fortsat byder på eksotiske planter hist og her fra tiden som botanisk have.
Chokoladefabrikken Cadbury ligger i forstaden Bournville.
Fabrikken har tilknyttet en forlystelsespark, Cadbury World, hvor man kan se produktionen.
I forstaden Aston ligger Aston Universitet, og forstaden har givet navn til fodboldklubben Aston Villa.
City of Birmingham Symphony Orchestra blev international anerkendt under dets ledelse af Simon Rattle.
Birmingham Museum & Art Gallery ligger centralt i byen på Chamberlain Square og udstiller billedkunst, antikviteter samt industrielle, etnologiske og arkæologiske objekter med mere.
Det har en større samling af Præ-rafaeliternes billedkunst.
Der er flere store konference- og udstillingscentre i Birmingham: National Exhibition Centre (NEC) ligger udmiddelbart ved lufthavnen og bruges til store udstillinger; The ICC ligger centralt ved kanalerne og markedsfører sig selv som et af Storbritanniens førende konferencecentre; National Indoor Arena (NIA) ligger også ved kanalerne ikke langt The ICC, og der finder store indendørs sportstævner og koncerter sted.
Det europæiske Melodi Grand Prix blev holdt i National Indoor Arena i 1998.
Avisen Birmingham Post udgives af Midland Newspapers.
BBC har en afdeling i Birmingham og den holder til i The Mailbox.

## Infrastruktur
Birmingham Lufthavn er Storbritanniens 7. største lufthavn.
SAS og bmi har direkte ruteflyvning til og fra Københavns lufthavn, og flyvetiden er omkring to timer.
Lufthavnen ligger ved en jernbanestation og giver nem adgang til Birminghams togsystem.
Den internationale lufthavn East Midlands ligger cirka halvanden times bus- og togrejse fra Birmingham.
I 2007 oprettede Sterling en rute fra Københavns Lufthavn til denne lufthavn, men måtte lukke ruten i 2008.
Coventry lufthavn ligger en time fra Birmingham.
Fra denne lufthavn flyves hovedsageligt til sydeuropæiske destinationer.
Kanaler ved Birmingham anvendes stadig, men nu hovedsageligt kun til husbåde. De er muligt at gå og cykle langs kanalerne.
Hovedkrydset i Birminghams kanaler er ved National Indoor Arena og den karakteristiske pub Malt House.
Derfra udgår tre hovedkanaler:
Én i sydøstlig retning, der går forbi konferencecentret The ICC og henimod Mailbox, hvor den slår et knæk og fortsætter i sydvestlig retning forbi Birminghams Universitet.
De to andre løber i henholdsvis nordvestlig og nordøstlig retning.
Den nordøstlige kanal har en række sluser.
Det centrale strøg i Birmingham begynder i øst ved indkøbscentret Bullring og fortsætter ad den centrale indkøbsgade New Street hen til pladsen Victoria Square med rådhuset og museet, igennem det centrale bibliotek til Centenary Square med War Memorial og Convention Place med Repertory Theatre og The ICC.
Fortsætter man gennem The ICC med koncertsalen, kommer man til kanalen med Brindley Place på den anden side. Hele dette strøg er gågade uden krydsende biltrafik.

## Uddannelse
Birmingham er hjem for fem universiteter: Aston University, University of Birmingham, Birmingham City University, University College Birmingham and Newman University. Byen rummer campuser for University of Law og BPP University, samt Open Universitys West Midlands baserede uddannelse. I 2011 var der 78.259 fuldtidsstuderende i alderen 18-74 år, som boede i byen, hvilket var mere end nogen anden by i Storbritannien uden for London. I 2009 havde Birmingham 32.690 forskningsstuderende (ph.d., postdoc mv.), ligeledes flere end noget andet sted i landet uden for London.
Birmingham Business School, der blev etableret af Sir William Ashley i 1902, er den ældste handelshøjskole i Storbritannien. Andre vigtige handelsskoler i byen er Aston Business School, der er én blandt de mindre end 1 % af verdens handelsskoler der har triple accreditation, og Birmingham City Business School. Birmingham Conservatoire, Birmingham School of Acting og Birmingham Institute of Art and Design er nu alle en del af Birmingham City University, og de tilbyder videregående uddannelser inden for musik, skuespil og kunst.
King Edward's School blev oprindeligt etableret som en drengeskole vedRoyal Charter af Edvard 6. af England i 1552. Skolen er en del af Foundation of the Schools of King Edward VI, som også driver King Edward VI High School for Girls. I praksis har de to skoler mange fag sammen og deler flere bygninger og udendørsområder.

## Kultur
Birmingham har to stor offentlig kunstsamlinger. Birmingham Museum & Art Gallery er bedst kendt prærafaellitiske værker, en samling "af enestående betydning". Det har også en vigtig samling af gamle mestre – inklusive store værker af Bellini, Rubens, Canaletto og Claude – og særligt en stor samling af 1600-tals italienske barokmalerier og engelske akvereller. Dets designsamling inkluderer nogle af Europas vigtigste samlinger af keramik og metalarbejder. Barber Institute of Fine Arts i Edgbaston er et af de fineste små kunstgallerier i verden, med en samling af vestlig kunst fra 1200-tallet og frem til i dag.
Birmingham Museums Trust driver andre museer i byen inklusive Aston Hall, Blakesley Hall, Museum of the Jewellery Quarter, Soho House og Sarehole Mill. Birmingham Back to Backs er den sidst tilbageværende gård med back-to-back-huse i byen. Cadbury World er et museum, hvor besøgende kan se nærmere på chokoladeproduktion, chokoladens historie og firmaet selv. Ikon Gallery har udstillinger af moderne kunst og det samme gælder Eastside Projects.
Thinktank er Birminghams primære tekniske museum der rummer et stort biograflærred, et planetarium og en samling der inkluderer Smethwick Engine, verdens ældste dampmaskine der stadig fungerer. Andre tekniske museer inkluderer National Sea Life Centre i Brindleyplace, Lapworth Museum of Geology ved University of Birmingham og Centre of the Earth i Winson Green.